# Kill or Cure
Kill or Cure é um filme mudo do gênero comédia produzido nos Estados Unidos, dirigido por Scott Pembroke e com atuação de Stan Laurel.